# Max de Bonnefous de Caminel
Max de Bonnefous de Caminel est un journaliste français né la 30 mars 1904 au Mans et mort le 10 mars 1974 à Viroflay.
Pendant la guerre d'Algérie, Il est entré au Canard enchaîné dont il assura la mise en page depuis 1961. Il faisait la même tâche pour la quasi-totalité des quotidiens parisiens (avant et après la Seconde Guerre mondiale), et notamment celle des quotidiens La Nation et Le Parisien libéré.